# 岩井博樹
岩井 博樹（いわい ひろき、1975年 - )は、日本のセキュリティ技術者。千葉県出身。株式会社サイント 代表取締役。

## 人物
2000年より株式会社ラックで情報セキュリティ業務に携わる。セキュアサイトの構築やセキュリティ設計等のコンサルティング業務、セキュリティ監視業務、デジタル・フォレンジック業務等に従事する。2013年よりデロイト トーマツ サイバーセキュリティ先端研究所 主任研究員。インシデント対応業務やサイバーインテリジェンス提供業務、技術系コンサルティング業務に従事。

## 活動
- 2015年 - 経済産業省「サイバーセキュリティリスクと企業経営に関する研究会 委員」
  - https://www.meti.go.jp/policy/netsecurity/mng_guide.html

- 2017年 - 情報セキュリティ大学院大学
  - http://www.iisec.ac.jp/sslab/member.html[1] 「客員研究員」

## 寄稿
- 2017年3月1日 - 正しく怖がるダークWeb、Facebookも存在する （日経ITPro）
- 2017年3月2日 - 次のサイバー犯罪は何？ダークWebの取引商品から読み解く （日経ITPro）
- 2017年3月3日 - ダークWebなら捕まらない？追跡されないサーバー構成とは （日経ITPro）

- 2016年8月1日 - 日本人はネットセキュリティ意識が低すぎる （東洋経済ONLINE）
- 2016年9月10日 - 注意！｢情報漏洩｣は､ほぼ社員がリスク源だ （東洋経済ONLINE）
- 2016年11月22日 - 日本企業のセキュリティ対応は問題だらけだ （東洋経済ONLINE）

- 2017年7月26日 - 「ダークウェブ」とサイバー倫理教育（日本経済新聞）
- 2017年 - エフセキュアブログ
  - http://blog.f-secure.jp

## メディア掲載
- 2016年10月13日 -  マイナビニュース 「 攻撃者目線で再検証する上半期セキュリティ事件簿 - ソフォス 」
- 2017年1月31日 -  ZDNET 「 バンダイナムコや大成建設、DeNAに実際を聞く--CSIRT座談会（1） 」
- 2017年2月7日 -  ZDNET 「 情報セキュリティは他社との連携が前提の時代に--CSIRT座談会（2） 」
- 2017年2月14日 -  ZDNET 「 マルウェアが侵入してくる前提でプロセスを考えておく--CSIRT座談会（3） 」
- 2017年2月22日 -  ZDNET 「 悪意ある権限者への対応--性善説がどこまで通用するか：CSIRT座談会（4） 」
- 2017年2月28日 - ZDNET 「 上司に「CSIRTをやれ」と言われたら--座談会（5） 」
- 2017年2月20日 -  ZDNET 「 AIと連携して“ヒューマンエラーを減らす”未来--CSIRT座談会（6） 」
- 2017年3月8日 -  ビジネス+IT「 レッドチーム演習とは何か？ セキュリティ対策の「真の実力」を測定する方法 」

- 2017年4月20日 -  日経新聞電子版 「 「あなたは捜査対象だ」　ダークウェブ舞台に攻防  」
- 2017年5月20日 -  日経新聞電子版 「 大規模サイバー攻撃から１週間　国内被害は軽微 」
- 2018年12月21日 -  サンケイビズ 「 中国製品の排除問題、情報セキュリティーの専門家に聞く 」
- 2020年1月6日 -  NHKサイカル 「 ラグビーW杯　知られざるサイバー攻防戦 」

## テレビ
- 2017年11月26日 - [2] 「おはよう日本  | あなたの家電が狙われている」
- 2021年4月20日 - [3] 「ニュース  | JAXAなどに大規模なサイバー攻撃 中国人民解放軍の指示か」

## 著書
- 自著
  - 『標的型攻撃セキュリティガイド』　（SBクリエイティブ） ISBN 4797372753 2013年
  - 『動かして学ぶセキュリティ入門講座 (Informatics&IDEA) 』　（SBクリエイティブ） ISBN 4797387467 2017年
- 共著
  - 『情報セキュリティプロフェッショナル教科書』日本ネットワークセキュリティ協会　（アスキー・メディアワークス） ISBN 4048677829 2009年
  - 『ネット世論操作とデジタル影響工作』（原書房） ISBN 9784562072651